# 伊藤洋 (フランス文学者)
伊藤 洋（いとう ひろし、1934年1月6日 - ）は、日本のフランス演劇研究者、早稲田大学名誉教授。
東京府生まれ。早稲田大学文学部仏文科卒、同大学院博士課程中退。早稲田大学教育学部助教授、教授、パリ大学文学博士。早稲田大学演劇博物館館長。2003年退任、名誉教授。
2013年 瑞宝中綬章受章。

## 著書
- 『宮廷バレエとバロック劇 フランス一七世紀』早稲田大学出版部 2004年

### 共著・監修
- 『フランス基本語応用辞典』鈴木豊共著 研数書院 1973年
- 『フランス演劇史概説』岩瀬孝、佐藤実枝共著 早稲田大学出版部 1978年
- エイコス:17世紀フランス演劇研究会編『フランス17世紀演劇事典』オディール・デュスッド共監修 中央公論新社 2011年

### 翻訳
- 『コルネイユ名作集』白水社 1975年 「舞台は夢」「オラース」「ニコメード」（皆吉郷平共訳）
- クロード・デュロン『大世紀を支えた女たち』野池恵子共訳 白水社 1991年
- パトリック・ドゥヴォー『コメディ=フランセーズ』白水社 文庫クセジュ 1995年
- ロジェ・ギシュメール『フランス古典喜劇』白水社 文庫クセジュ 1999年
- ラシーヌ「フェードル」『ベスト・プレイズ 西洋古典戯曲』白凰社 2000年
- 『フランス十七世紀演劇集 悲喜劇・田園劇』皆吉郷平、橋本能、冨田高嗣、鈴木美穂、戸口民也、野池恵子共訳 中央大学出版部 2015年